# スティーブ・サコマン
スティーブ・サコマン （Steve Sakoman）は、アメリカ合衆国のコンピュータ開発者。2005年にAppleから引退し、コンサルタントである。

## 概要
ケース・ウェスタン・リザーブ大学を卒業後、ヒューレット・パッカードを経て、Appleではハードウェア開発担当としてMacintosh Plus, Macintosh SE, Macintosh II, Apple IIGSの開発に関わると共にNewtonの開発に携わった後、1990年、Be Incをジャン=ルイ・ガセーと共同で創設しCTOとしてBeOS, BeBox開発を指揮した。
1994年、サコマンはコンシューマープロダクツ&テクノロジーズグループのディレクターとしてシリコングラフィックスに一時的に移った。彼の仕事には、NINTENDO 64向けグラフィックスシステムでの作業が含まれていた。その後、彼は1996年にBeに戻った。
2001年にBeを買収したPalmSourceのチーフ・プロダクト・オフィサーを経て、2003年2月にAppleへ復帰し、OS and Server Technology担当副社長としてMac OS X v10.4とMac OS X ServerのIntel版開発を主導した。iPhone向けのOS開発プロジェクトの一つを率いたが、スコット・フォーストールのMac OS X派生版チームとの競争に敗れて、Appleを去った。